# 2105 Gudy
2105 Gudy è un asteroide della fascia principale del diametro medio di circa 22,25 km. Scoperto nel 1976, presenta un'orbita caratterizzata da un semiasse maggiore pari a 2,3886934 UA e da un'eccentricità di 0,1500873, inclinata di 29,33468° rispetto all'eclittica.
Lo scopritore volle dedicare l'asteroide a tale Gudrun ("Gudy") Werner, conosciuta ad Amburgo ai tempi dell'università.